# Новосемёновка (Башкортостан)
Новосемёновка (баш. Яңы Семёновка) — деревня в Гафурийском районе Республики Башкортостан Российской Федерации. Входит в состав Ташлинского сельсовета.

## География

### Географическое положение
Расстояние до:
- районного центра (Красноусольский): 16 км,
- центра сельсовета (Ташла): 8 км,
- ближайшей ж/д станции (Белое Озеро): 49 км.

## Население
| 2002 | 2009 | 2010 |
| ---- | ---- | ---- |
| 3    | ↗14  | →14  |

Согласно переписи 2002 года, преобладающая национальность — русские (100 %).